# Hemicaranx leucurus
Hemicaranx leucurus är en fiskart som först beskrevs av Günther, 1864.  Hemicaranx leucurus ingår i släktet Hemicaranx och familjen taggmakrillfiskar. IUCN kategoriserar arten globalt som livskraftig. Inga underarter finns listade i Catalogue of Life.